# Путешествие Гулливера (фильм, 1902)
«Путешествие Гулливера в стране лилипутов и гигантов» (фр. Le voyage de Gulliver a Lilliput et chez les geants) — немой короткометражный фильм режиссёра Жоржа Мельеса. Самая первая и самая старая сохранившаяся киноверсия книги Джонатана Свифта «Путешествия Гулливера». Франция, 1902 год.

## Сюжет
Гулливер проходит несколько домов и лилипуты захватывают его. Один из лилипутов вонзил в Гулливера стрелу. Дальше идёт сцена, где Гулливер кушает. Вдруг невдалеке от Гулливера загорается дом. Гулливер шампанским пытается потушить пламя. Дальше идёт сцена, где гиганты играют в карты. К ним приходит гигантка и показывает им Гулливера, поставив его на карточный стол. Когда все уходят, Гулливер просит помощи у гигантки.

## В ролях
- Жорж Мельес — Гулливер
- Труппа «Фоли-Бержер» — лилипуты и гиганты

## Художественные особенности
- В фильме все люди находились вдалеке и создавалось ощущение, будто все они действительно лилипуты.
- Фильм частично колоризирован.